# Hydrodamalis gigas
La ritina di Steller (Hydrodamalis gigas Zimmermann, 1780) era un grosso mammifero marino erbivoro. Era il rappresentante di maggiori dimensioni dell'ordine dei Sireni, che comprende i suoi stretti parenti attuali, il dugongo (Dugong dugon) e i manati (gen. Trichechus), e «fatta eccezione per le grandi balene, probabilmente il più grande mammifero vissuto in tempi storici».
Venne scoperta dai naufraghi della spedizione guidata da Vitus Bering, che nel 1741 furono trascinati da violente tempeste su una piccola isola (l'isola di Bering, delle Commodoro) e costretti a restarvi fino all'estate successiva: spinti dalla necessità di procurarsi il cibo, i naufraghi finirono per scoprire che quello sconosciuto lembo di terra ospitava una quantità di animali ignoti, tra cui anche la ritina di Steller, allora diffusa anche sull'altra isola delle Commodoro, quella del Rame. Il medico di bordo della spedizione guidata da Bering era il naturalista Georg Wilhelm Steller (1709-1746); durante il forzato soggiorno sull'isola egli osservò attentamente i giganteschi Sirenidi, ne diede poi una dettagliata descrizione ed il nome.

## Descrizione

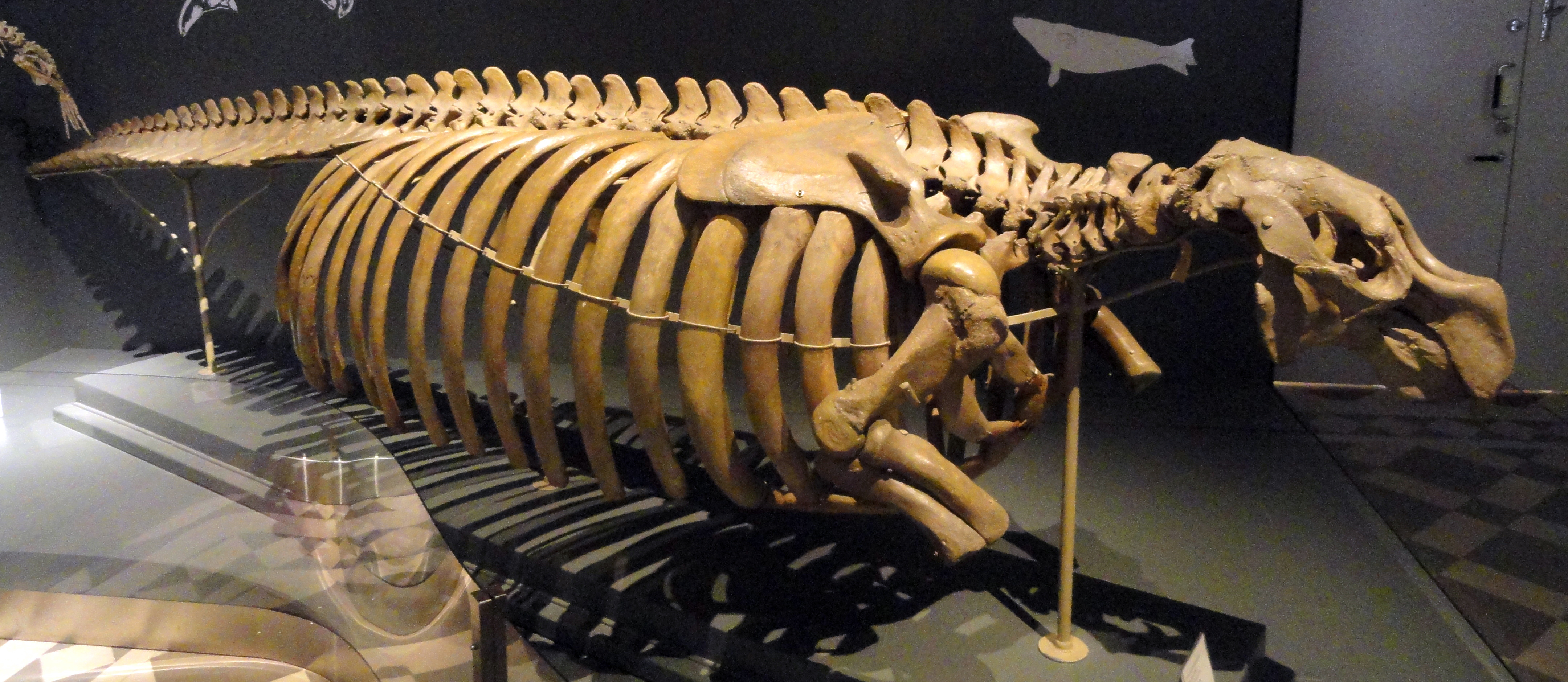
Scheletro conservato in Finlandia.

La ritina era il rappresentante più grande dell'ordine dei Sirenii e, forse, il mammifero di maggiori dimensioni mai esistito in epoca storica, Cetacei esclusi. Secondo calcoli recenti, gli esemplari più grandi raggiungevano almeno gli 8 metri di lunghezza e i 10.000 kg di peso. Grazie alle osservazioni effettuate da Steller, ci possiamo fare un'idea riguardo alle dimensioni e all'aspetto di questo animale. Una femmina adulta che lui stesso fu in grado di misurare era lunga 752 cm dalla punta del naso all'estremità della pinna caudale. La sua circonferenza massima era di 620 cm e il suo peso venne stimato a circa 4000 kg.
Steller rimane l'unico naturalista che abbia osservato e descritto con ricchezza di particolari questi imponenti Sirenii, per cui è interessante riportarne le parole esatte:
Sino all’ombilico rassomigliano alle foche; dall’ombilico alla coda ai pesci. La testa d’uno scheletro non è differente in complesso da una testa di cavallo; ma rivestito ancora di pelle e di muscoli, in certo modo somiglia ad una testa di bufalo, specialmente per le labbra. Invece di denti ha in bocca da ogni parte due larghi ossi cedevoli, allungati, lisci, l’uno dei quali è attaccato al palato, l’altro alla mascella inferiore. Ambedue sono muniti di solchi numerosi, obliqui, e di callosità rilevate, con cui l’animale può stritolare il suo cibo abituale, le erbe acquatiche. Le labbra portano molte grosse setole, di cui quelle che trovansi sul mento sono di mole tale da rassomigliare agli steli delle penne delle galline, e che presentano chiaramente all’occhio, nella loro cavità interna, la conformazione dei peli. Gli occhi di questo enorme animale non sono più grossi degli occhi delle pecore, e sono senza palpebre; le orecchie sono talmente piccole e nascoste che non si possono scoprire in mezzo alle infinite pieghe e pozzette della pelle, se non si toglie questa, dopo di che si riconosce il condotto uditivo al suo nero lucente; è talmente stretto che appena vi si potrebbe inserire un pisello. Non esiste la minima traccia di orecchio esterno. La testa è collegata al corpo da un collo indistinto. Sul petto sono notevoli gli strani piedi anteriori ed i capezzoli. I piedi sono fatti di due articolazioni, di cui la estremità ha una certa rassomiglianza con un piede di cavallo; al disotto sono munite, come una spazzola, di brevi e fitte setole. Colle sue zampe anteriori, in cui non si distinguono né dita né unghie, l’animale nuota in avanti, strappa dal fondo sassoso le piante acquatiche, e quando, giacendo sul dorso, si prepara all’accoppiamento, se ne serve per abbracciare il suo compagno, come se fossero braccia.
La testa era piccola rispetto al resto del corpo. La lunghezza condilobasale del cranio era di 638–722 mm e la larghezza zigomatica di 324–373 mm; il bacino nasale, all'estremità, si estendeva ben oltre l'apertura oculare, e la scatola cranica era relativamente piccola. La coda presentava due lobi appuntiti che formavano una sorta di pinna caudale. Come gli altri Sirenii, la ritina non aveva arti posteriori o qualche traccia di protuberanza pelvica; aveva invece i tipici arti anteriori corti, simili a monconi. Quelle erano le sue uniche appendici. Le estremità di quegli arti avevano la pelle più spessa e più dura di tutto il corpo, tanto che sembravano delle specie di zoccoli di cavallo, solo un po' più appuntiti e perciò più adatti per scavare.
Questi enormi Sireni nordici erano molto più grandi di quelli tropicali, e avevano anche una pelle totalmente diversa da questi: alcuni lembi essiccati, che ancor oggi si possono osservare all'Istituto di Zoologia di San Pietroburgo (un altro campione conservato al Museo di Zoologia di Amburgo, erroneamente attribuito a questa specie, è risultato appartenere a un cetaceo), sono neri, completamente privi di peli, molto ruvidi e con numerosi solchi e rughe, e crivellati di cavità. La pelle delle ritine di Steller doveva quindi essere abbastanza simile alla corteccia di una quercia annosa. È proprio ad essa che si deve il nome tedesco di questo animale, Borkèntier («animale corteccia»), nonché quello italiano: «ritina», infatti, deriva dal greco rhytis, «grinza». Una pelle così robusta era d'altronde necessaria agli animali per evitare di ferirsi contro i blocchi di ghiaccio o i taglienti scogli. Come poté accertare lo stesso Steller, gli animali erano infestati da parassiti, ad esempio il Cyamus rhytinae, un anfipode della famiglia dei Ciamidi, che si fissava alla loro pelle formandovi le caratteristiche cavità imbutiformi, e da cirripedi, che producevano profonde ulcerazioni.
Dopo il ritorno in Kamčatka dei superstiti della spedizione, le isole del Commodoro divennero una stazione di scalo per i cacciatori di lontre marine e pinnipedi, che cominciarono ben presto a sfruttare le pelli delle ritine di Steller: questi cacciatori, infatti, trasportavano dal continente tutta l'intelaiatura delle imbarcazioni, a eccezione del rivestimento esterno, che fabbricavano in luogo con la pelle dei Sirenii. Le imbarcazioni costruite in questo modo erano più leggere, più veloci e meno sensibili al movimento della risacca rispetto a quelle con il fasciame di legno. La pelle delle ritine di Steller venne utilizzata anche nella fabbricazione di calzature, in particolare per le suole: con ogni probabilità non si impiegava in questo caso la robusta parte esterna, ma lo strato sottostante più sottile.

## Distribuzione e habitat
La ritina di Steller, unica rappresentante del genere Hydrodamalis sopravvissuta fino ad epoca moderna, era presente in epoca storica attorno alle acque delle isole di Bering e del Rame, appartenenti al gruppo delle isole del Commodoro, nella parte occidentale del mare di Bering. Resti risalenti al Pleistocene appartenenti alla stessa specie sono stati rinvenuti anche sull'isola di Amchitka nelle Aleutine e nella baia di Monterey, lungo le coste della California. Resti di una specie simile vissuta nel Pliocene, H. cuestae, sono stati ritrovati in Giappone, California e Baja California. Resti ancora più antichi indicano che la linea che condusse a Hydrodamalis si era separata dagli altri Dugongidi nell'Oligocene superiore.

## Biologia
Steller non si limitò tuttavia a riconoscere l'utilità delle ritine, ma ne studiò a fondo anche le abitudini; le coppie apparivano molto unite, e durante il pascolo gli adulti formavano un vero e proprio cerchio attorno ai piccoli.
Non potei osservare in essi indizio di sorta di una maravigliosa intelligenza, cosa confermata da Hernandez, sibbene un amore straordinario gli uni per gli altri, il quale amore è tale che se uno di essi veniva ammazzato, tutti gli altri si affaccendavano per salvarlo. Alcuni tentavano di allontanare dalla spiaggia il compagno ferito, chiudendolo in mezzo ad un circolo compatto, altri si provavano a capovolgere la barca, altri si ponevano sul fianco e si sforzavano di far uscire la fiocina dal corpo, ciò che diverse volte riusciva felicemente. Osservammo, non senza ammirazione, che un maschio venne per due giorni successivi a vedere la sua femmina che giaceva morta sulla spiaggia, quasi che volesse avere contezza del suo stato.
La ritina era l'unico Sirenio di epoca moderna ad essersi adattato a vivere in acque fredde. Al momento della sua scoperta essa era piuttosto numerosa nelle acque poco profonde e tra le isolette circostanti le coste dell'isola di Bering. Si nutriva pascolando nei letti di kelp e nelle vaste distese di alghe marine che crescevano nelle acque basse. Si spostava lentamente e non aveva alcuna paura dell'uomo. Dalle testimonianze raccolte da Steller apprendiamo inoltre che:
L'unica cosa che fanno mentre mangiano è quella di sollevare le narici fuori dall'acqua ogni quattro o cinque minuti, soffiando fuori l'aria e un po' d'acqua con un rumore molto simile a quello del cavallo quando sbuffa. Mentre brucano si spostano leggermente in avanti, un piede dopo l'altro, e in questo modo in parte nuotano e in parte camminano come i bovini o le pecore che pascolano. Metà del corpo è sempre fuori dall'acqua. I gabbiani hanno l'abitudine infatti di appollaiarsi sul dorso degli animali che mangiano e di banchettare con i parassiti che ne infestano la pelle, proprio come fanno i corvi con le pulci dei suini e degli ovini. Le vacche marine non si cibano di tutte le alghe indistintamente, ma scelgono. ... Nelle zone in cui sono state un'intera giornata si possono vedere degli immensi cumuli di radici e gambi. Alcune dopo mangiato vanno a dormire adagiandosi sul dorso, prima però si inoltrano maggiormente verso il mare perché la marea, abbassandosi, non le lasci sulla terra asciutta. ... In inverno questi animali divengono così emaciati da lasciar intravedere attraverso la pelle non solo i contorni della colonna vertebrale, ma anche quelli di ogni costola. ...
Si catturavano con un grosso uncino di ferro, la cui punta assomigliava un po' alla palma di un'ancora, l'altro capo era legato a un anello di ferro assicurato ad una corda lunga e robusta, tenuta da trenta uomini sulla riva. Un marinaio molto forte prendeva l'uncino e saliva sulla barca insieme a quattro o cinque uomini. Uno prendeva il timone, gli altri tre o quattro andavano a remare e si spingevano silenziosamente verso il branco. L'arpionatore se ne stava sulla prua dell'imbarcazione con l'uncino in mano pronto a colpire non appena fosse stato abbastanza vicino per farlo, poi gli uomini sulla riva, che tenevano l'altro capo della corda, tiravano verso di loro con forza l'animale che cercava disperatamente di resistere. Quelli sulla barca spingevano anch'essi l'animale con un'altra corda e cercavano di stancarlo con continui colpi, fino a che stanco e completamente immobile, veniva attaccato con lance, coltelli e altre armi e poi tirato sulla riva. L'animale ancora vivo veniva tagliato in immense fette e l'unica cosa che riusciva a fare era agitare furiosamente la coda opponendo una tale resistenza con gli arti anteriori da strapparsi grosse strisce di cuticola. Inoltre respirava affannosamente, come se piangesse. Dalle ferite sul dorso il sangue zampillava fuori come una fontana. Fino a che la testa rimaneva sott'acqua non usciva sangue, ma non appena la sollevava fuori per respirare il sangue ricominciava a sgorgare. ... Gli animali più vecchi e più grossi erano assai più facili da catturare degli esemplari giovani, perché questi ultimi si dimenavano molto più vigorosamente e spesso riuscivano a fuggire anche con l'uncino conficcato strappandosi la pelle.»

## Estinzione

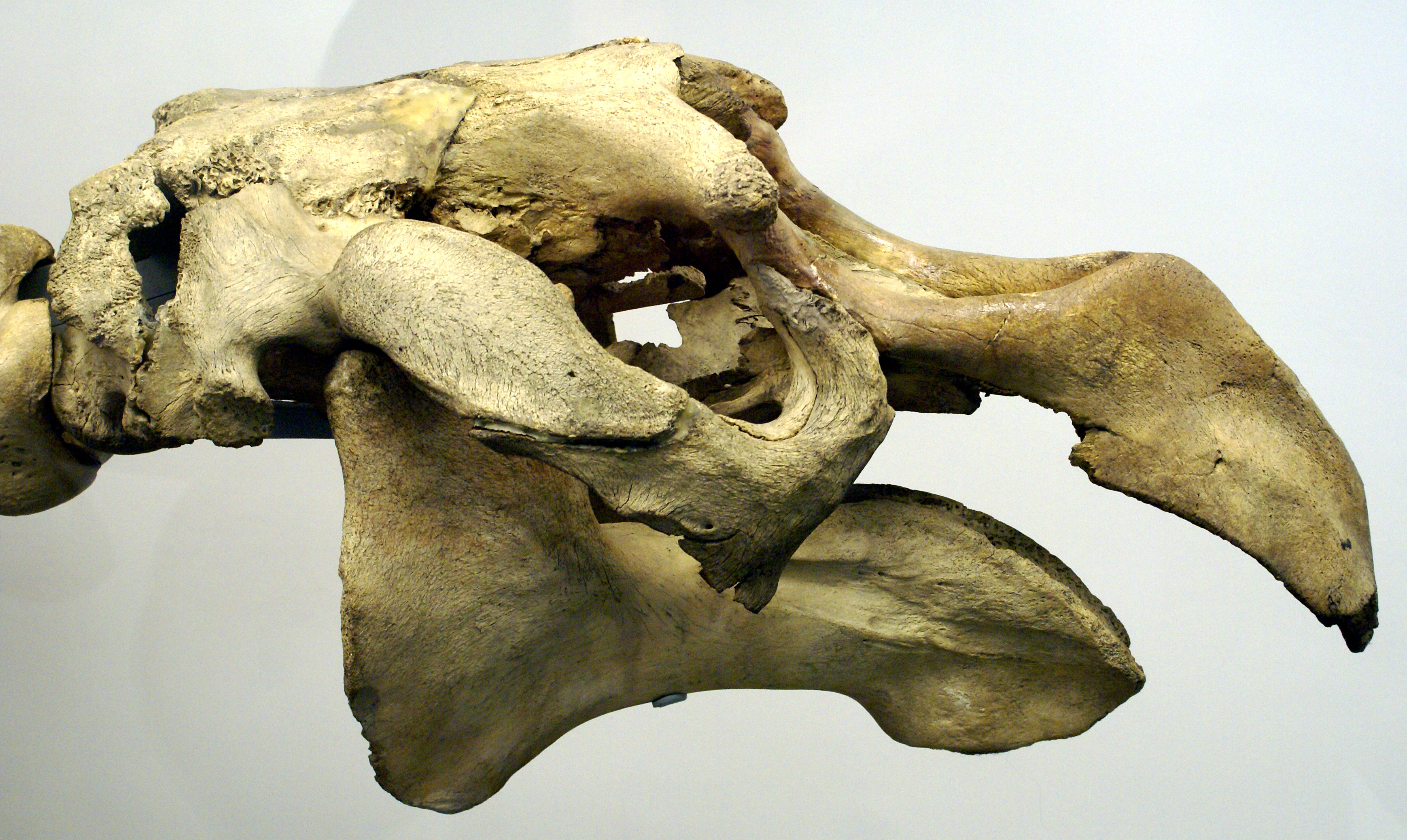
Cranio di ritina.

Il fatto che i naufraghi della spedizione di Bering si siano nutriti, per sopravvivere, anche delle ritine di Steller non ha certo contribuito in misura rilevante allo sterminio della specie. Durante la permanenza sull'isola, Steller e i suoi compagni constatarono anche che le carni e il pannicolo adiposo dei Sireni uccisi contribuivano in misura determinante alla guarigione dei marinai colpiti da scorbuto. Secondo Steller, il grasso di questi animali è qualitativamente superiore al
miglior grasso bovino; fuso rassomiglia in colore e freschezza all’olio d’oliva fino e fresco; il sapore ricorda quello dell’olio di mandorla dolce ed è di un odore gradevolissimo ed ottimo da mangiare, a tal punto che ne bevevamo scodelle piene senza provare la più lieve ripugnanza. La coda consiste pressochè interamente di grasso, il quale è ancora migliore di quello che trovasi nelle altre parti del corpo. Il grasso degli animali giovani rassomiglia affatto alla carne del maialetto, e la carne a quella del vitello. Ingrossa per tal modo cuocendo, che occupa due volte più spazio e cuoce in una mezz’ora. La carne dell’animale adulto non si distingue da quella del bove; ma possiede la singolare proprietà di poter rimanere due settimane e più, nei mesi estivi più caldi, esposta all’aria libera senza putrefarsi, sebbene sia per tal modo infestata da mosconi da essere quasi interamente coperta di vermi. Ha un color d’un rosso più intenso di quello della carne di ogni altro animale, e quasi sembra arrossata con salnitro. Quanto sia cibo salubre fummo presto in grado di riconoscere appena ne mangiammo, tanto notabilmente crebbero le nostre forze e la salute. Ciò conobbero soprattutto i marinai, afflitti da scorbuto, i quali non erano mai prima guariti. Con questa carne di vacca marina provvedemmo pure il vascello nel nostro viaggio di ritorno, il quale di certo senza questo provvedimento non si sarebbe potuto effettuare.
Quando i superstiti della spedizione tornarono in Kamčatka, e si diffuse la notizia della scoperta di nuove isole nel mare di Bering, numerosi cacciatori di pellicce partirono alla volta di queste terre per catturare lontre marine, otarie e volpi azzurre. Le ritine di Steller non erano infatti le prede più ambite dai cacciatori, che approdarono temporaneamente sulle Commodoro solo per terminare la costruzione delle loro scialuppe e per raccogliere abbondanti provviste di carne, in modo da poter proseguire tranquillamente fino alle Aleutine e alle coste dell'Alaska. I cacciatori non trovavano nessuna difficoltà nell'uccidere questi inermi Sirenii: dopo essersi portati con un'imbarcazione in mezzo a un branco intento a pascolare nell'acqua bassa, gli uomini conficcavano l'arpione nelle carni di un animale, e quindi lo trascinavano e lo abbandonavano sulla riva fino a che non era completamente stremato dalla perdita di sangue; i cacciatori lo finivano allora a colpi di pugnale. Per trascinare l'animale arpionato sulla riva erano necessari trenta uomini; se la femmina e il piccolo lo seguivano, nel tentativo di soccorrerlo, venivano anch'essi uccisi.
Tra il 1743 e il 1763, circa 19 gruppi di cacciatori di pellicce, ciascuno comprendente da 20 a 50 uomini, soggiornarono per l'intera stagione invernale sull'isola di Bering, mentre altri svernarono sull'isola del Rame. Attorno a quest'ultima le ritine scomparvero completamente già verso il 1754, mentre sembra che l'ultimo rappresentante della specie sia stato abbattuto nel 1768 da un cacciatore di nome Ivan Popov presso l'isola di Bering. Tutte le successive notizie risalenti ad avvistamenti di Sirenii nel mare di Bering sono senza dubbio inesatte: si trattava infatti, con ogni probabilità, di femmine di narvalo. L'ultima segnalazione, recentissima, risale al 1960 e si deve all'equipaggio di un peschereccio russo che nei pressi di capo Navarin (nella parte settentrionale del mare di Bering) aveva avvistato alcuni animali acquatici di grosse dimensioni; sui giornali essi vennero indicati come «Sirenii». Secondo le ricerche compiute dallo zoologo russo Heptner, anche in questo caso doveva però trattarsi di Cetacei.

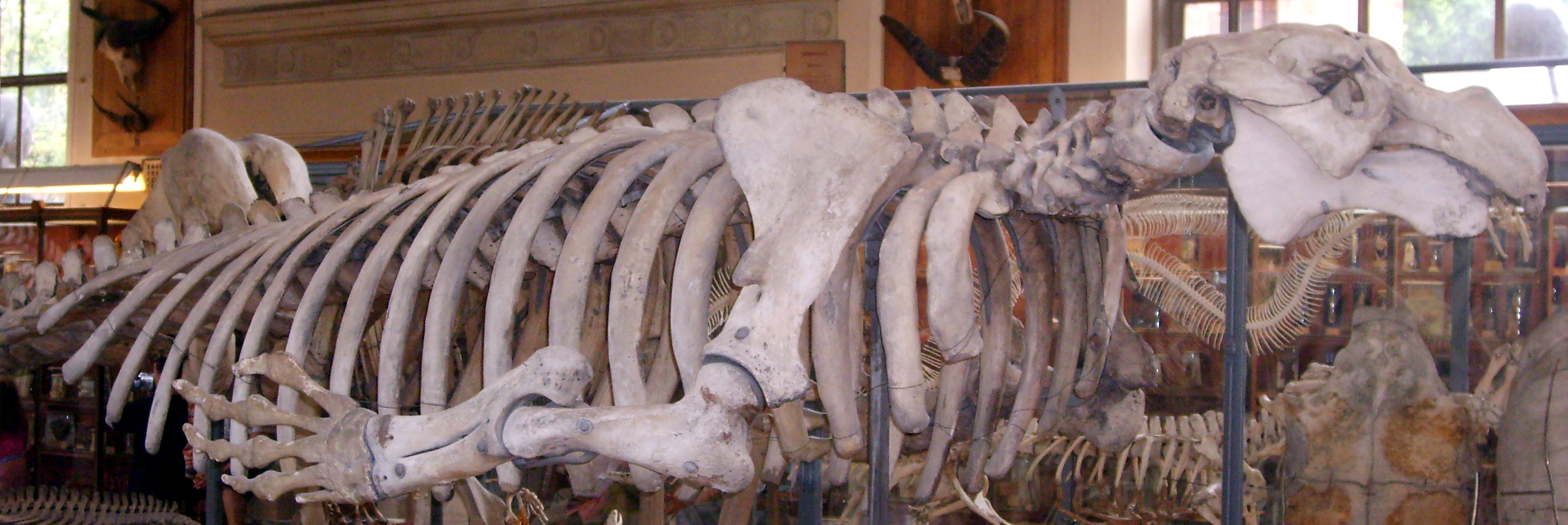
Scheletro di ritina conservato al Museo Nazionale di Storia Naturale di Parigi.

Lo scopritore del passaggio a nord-est, lo svedese Adolf Erik Nordenskiöld, durante un viaggio compiuto nel 1878-1879 fece scalo alle isole Commodoro, ove raccolse un gran numero di ossa della ritina di Steller. Egli ricorda l'esistenza di «un ultimo sirene», che gli abitanti dell'isola di Bering avrebbero visto nel 1854: le accurate indagini svolte dal biografo di Steller, il norvegese Leonhard Stejneger, hanno tuttavia dimostrato che si trattava in realtà di un narvalo. Oltre che per le ossa e i lembi di pelle conservati in taluni musei, conosciamo la ritina di Steller soltanto in base ad alcuni disegni dell'epoca.
Certamente all'epoca della scoperta da parte di Steller la specie era già sulla via dell'estinzione naturale, ridotta a un numero limitato di superstiti che sopravvivevano in una singola area isolata e circoscritta. Secondo Leonhard Hess Stejneger, il numero di ritine al momento del naufragio della spedizione di Bering doveva attestarsi intorno alle 2000 unità. S. T. Turvey e C. L. Risley, tuttavia, non concordano su questo dato, e nel 2005 hanno elaborato un modello matematico, il cui risultato è stato che una popolazione iniziale di 2000 individui, sottoposta a una tale improvvisa pressione venatoria, si sarebbe estinta diversi anni prima del 1768, anno dell'ultima cattura certa. I dati forniti dal modello hanno permesso ai due studiosi di quantificare l'entità iniziale della popolazione di ritine delle isole del Commodoro in circa 2900 capi. Il fatto che l'uomo abbia sterminato completamente tale specie appena 27 anni dopo la sua scoperta costituisce uno dei capitoli più tristi nella storia della zoologia.
Oggi i più attribuiscono lo sterminio dell'Hydrodamalis gigas ai rapaci cacciatori russi, che uccidevano tutti gli esemplari che riuscivano a trovare. Paul Anderson (1995) crede però che questa spiegazione semplice «possa celare un racconto più complesso e interessante, che ha attinenza sia con l'evoluzione sia con l'estinzione di questo Sirene gigante». Questa tesi, chiaramente espressa per la prima volta da Delphine Haley nel 1980, attribuisce parte della responsabilità alle popolazioni aborigene che scacciarono le lontre marine dalle aree costiere in precedenza abitate dalle ritine. In assenza delle lontre si ebbe una crescita esponenziale dei ricci di mare (che erano stati fra i cibi delle lontre), i quali consumavano le alghe in tutta l'area abitata dai dugonghi giganti, privandoli del loro cibo. Così, dice Anderson, quando arrivò Bering questi grandi Sireni erano ormai confinati su isole come quelle del Rame e di Bering, in cui non c'era mai stata una popolazione umana, ed erano perciò facilmente eliminabili. «L'evoluzione dei dugonghi giganti», conclude Anderson, «potrebbe quindi essere dipesa dalla predazione delle lontre sui ricci di mare, e la loro estinzione potrebbe essere stata affrettata dal declino delle popolazioni di lontre. La morale potrebbe essere che raramente l'estinzione è una cosa "semplice"».

## Riferimenti letterari

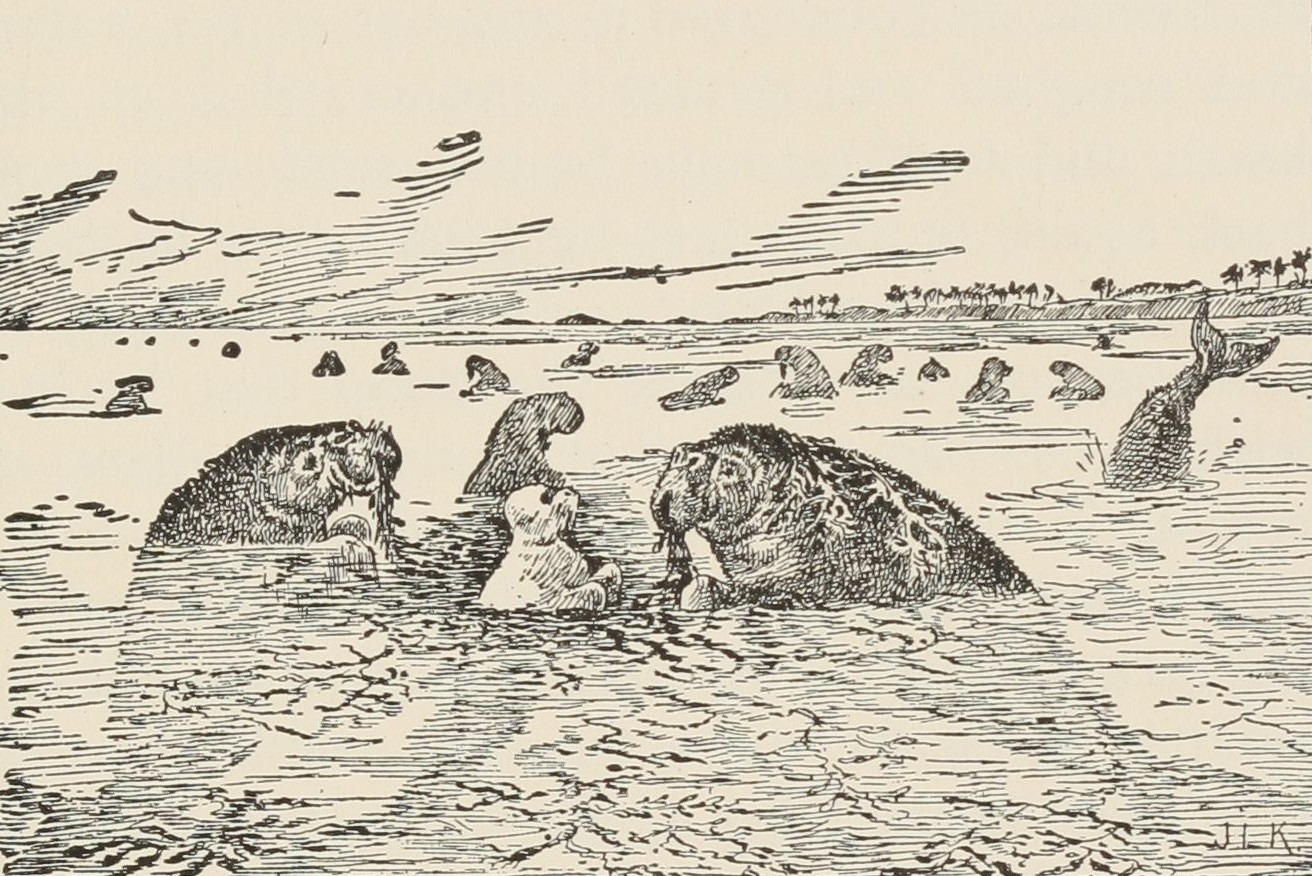
Una vacca di mare di Steller parla con Kotick, La foca bianca

Nel romanzo di Jules Verne Ventimila leghe sotto i mari, nel IV capitolo della seconda parte i protagonisti, giunti nel Mar Rosso, incontrano e catturano un dugongo. La descrizione che l'autore traccia dell'animale, di colore nero e lungo oltre sette metri, fa tuttavia pensare piuttosto a una ritina (il dugongo è di colore grigio chiaro e di dimensioni molto inferiori), cosa peraltro impossibile dato che l'areale di questa specie non è mai giunto al Mar Rosso neanche in epoche preistoriche.
Nel racconto La foca bianca di Rudyard Kipling (pubblicato nel 1893 e poi inserito nella raccolta Il libro della giungla), il protagonista Kotick viene aiutato da una "vacca di mare", cioè una ritina di Steller.
Nel 2023 esce "Beasts of the sea" (L'ultima sirena) di Iida Turpeinen, romanzo storico sulla scoperta delle ritine da parte di Steller e le vicissitudini dello scheletro conservato ad Helsinki.